# 久留義郷

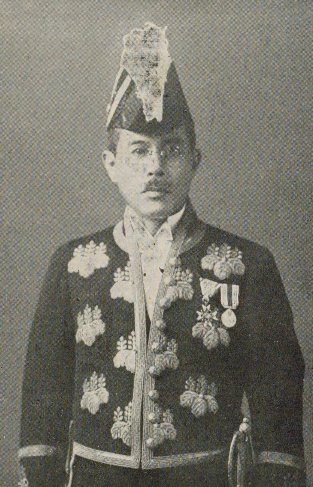
久留義郷

久留 義郷（ひさとめ よしさと、1878年（明治11年）11月30日 - 1957年（昭和32年）7月26日）は、日本の衆議院議員（立憲民政党）。鉄道官僚。弁護士。

## 経歴
鹿児島県大島郡亀津村（現在の徳之島町）出身。1904年（明治37年）、東京帝国大学法科大学独法科を卒業した。翌年に高等文官試験に合格し、鉄道事務官、帝国鉄道庁主事、同参事、鉄道院参事、鉄道監察官などを歴任。1923年（大正12年）には仙台鉄道局長に就任した。退官後は弁護士として活動した。
1927年（昭和2年）、衆議院補欠選挙に出馬し、当選。第17回衆議院議員総選挙でも再選を果たした。

## 著書
- 『実用購買論』（1917年、東京出版社）
- 『独墺及巴爾幹 敗残の国々を辿りて』（1921年、日本評論社出版部）